# Rachida Brakni
Rachida Brakni (Parigi, 15 febbraio 1977) è un'attrice francese, di origini algerine

## Biografia
È sposata con l'ex calciatore Éric Cantona.

## Filmografia
- Chaos (2001)
- Loin (2001)
- The Over-Eater (L'Outremangeur) (2003)
- Portrait caché (2003)
- Ne Quittez pas ! (2004)
- Mon Accident (2004)
- L'Enfant endormi (2005)
- Une Belle histoire (2005)
- Barakat ! (2006)
- La Surprise  (TV) (2006)
- On ne devrait pas exister (2006)
- La Part animale (2007)
- Lisa et le pilote d'avion (2007)
- Secret défense (2008)
- Lonely Planet, regia di Susannah Grant (2024)